# Maria Ribeiro
Maria do Amaral Ribeiro (sinh ngày 9 tháng 11 năm 1975 tại Rio de Janeiro, Brazil) là một nữ diễn viên người Brazil.

## Tiểu sử
Cô đã làm việc trong các vở kịch xà phòng như A Escrava Isaura, đóng vai Malvina xinh đẹp, và cả Lucas do Sol, chơi Zoé. Cô cũng có một phần trong bộ phim Tolerância, đạo diễn bởi gaúcho Carlos Gerbase, đóng vai Anamaria khi còn trẻ tuổi.

## Cuộc sống cá nhân
Ribeiro có một con trai với chồng cũ Paulo Betti, João, sinh năm 2003. Cô đã kết hôn với nam diễn viên Caio Blat, và hai người có con trai thứ hai, Bento, sinh năm 2010  Năm 2015 cặp đôi ly thân nhưng ngay sau đó họ kết hôn lại, tuy nhiên năm 2017, cuộc hôn nhân mười năm của hai diễn viên này đã kết thúc.
Cô ấy đã tuyên bố rằng cô ấy là người lưỡng tính.